# بابی ریگگس
 بابی ریگگس (انگلیسی: Bobby Riggs؛ زاده ۲۵ فوریهٔ ۱۹۱۸ درگذشته ۲۵ اکتبر ۱۹۹۵) یک تنیس‌باز اهل ایالات متحده آمریکا بود.او با بیلی جین کینگ تنیس بازی کرد. قبلِ بازی کردن,ریگگس می گفت:*مردان در تنیس بازی, از زنان بهتر بازی می کنند. مرد ها برترند.* اما در نهایت بیلی جین کینگ برنده شد و به مردم نشان داد زنان هم در تنیس بازی کردن در برابر مردان, قوی اند.